# The Everly Brothers (album)
The Everly Brothers è il primo ed eponimo album in studio del duo musicale statunitense The Everly Brothers, pubblicato nel 1958.

## Tracce
LATO A
1. This Little Girl of Mine (Ray Charles) – 2:18
2. Maybe Tomorrow (Don Everly) – 2:07
3. Bye Bye Love (Felice Bryant, Boudleaux Bryant) – 2:20
4. Brand New Heartache (F. Bryant, B. Bryant) – 2:17
5. Keep a Knockin' (Richard Penniman) – 2:18
6. Be-Bop-A-Lula (Gene Vincent, Donald Graves, Bill "Tex Sheriff" Davis) – 2:19

LATO B
1. Rip It Up (Robert "Bumps" Blackwell, John Marascalco) – 2:16
2. I Wonder If I Care as Much (D. Everly) – 2:14
3. Wake Up Little Susie (F. Bryant, B. Bryant) – 2:01
4. Leave My Woman Alone (Charles) – 2:36
5. Should We Tell Him (D. Everly, P. Everly) – 2:06
6. Hey Doll Baby (traditional, Titus Turner) – 2:06

## Formazione
- Don Everly – chitarra, voce
- Phil Everly – chitarra, voce